# Беријат (Долина Аосте)
Беријат је насеље у Италији у округу Долина Аосте, региону Долина Аосте.
Према процени из 2011. у насељу је живело 582 становника. Насеље се налази на надморској висини од 389 м.